# Klamonožka hlávkoplodá
Klamonožka hlávkoplodá (Aulacomnium androgynum) je rostlina z oddělení mechů, z řádu prutníkotvaré. Tvoří sytě žlutozelené, husté, polštářovité porosty, typicky rozeznatelné podle kuličkovitých tělísek (gemů) na četných neolistěných pastopečkách. Podle zprávy Seznam a červený seznam mechorostů České republiky (2005) patří mezi neohrožené taxony (kategorie LC (Least concern)).

## Popis
Klamonožka hlávkoplodá dorůstá 10 až 30 mm. Tvoří sytě žlutozelené husté polštářovité porosty, dole nahnědlé. Lodyžky jsou málo rozvětvené, lístky za sucha dovnitř zahnuté a stočené, za vlhka přímo odstálé, vejčitě kopinaté, na vrcholku nahloučené, na ostré špičce jsou vyhlodávaně zubaté. Žebro lístků končí před špičkou. Měřítko lodyžního lístku je 1 mm. Drobné, okrouhle ztloustlé buňky jsou až k bázi stejné, někdy slabě kolenchymatické a uprostřed s dlouhou papilou. Tobolka bývá přímá, podlouhle válcovitá, vyklenutá, rýhovaná, s víčkem kuželovitým. Plodný je vzácně, vegetativně se rozmnožuje tělísky, která se tvoří v klubíčkách na vrcholech neolistěných koncových větévek (pseudopodií či pastopeček).

## Výskyt
Vyskytuje se na mrtvém dřevě, bázích stromů, vlhkých a zrašelinělých půdách. Rozšíření klamonožky hlávkoplodé je typické zejména v nížinách, vzácně ve středních polohách.

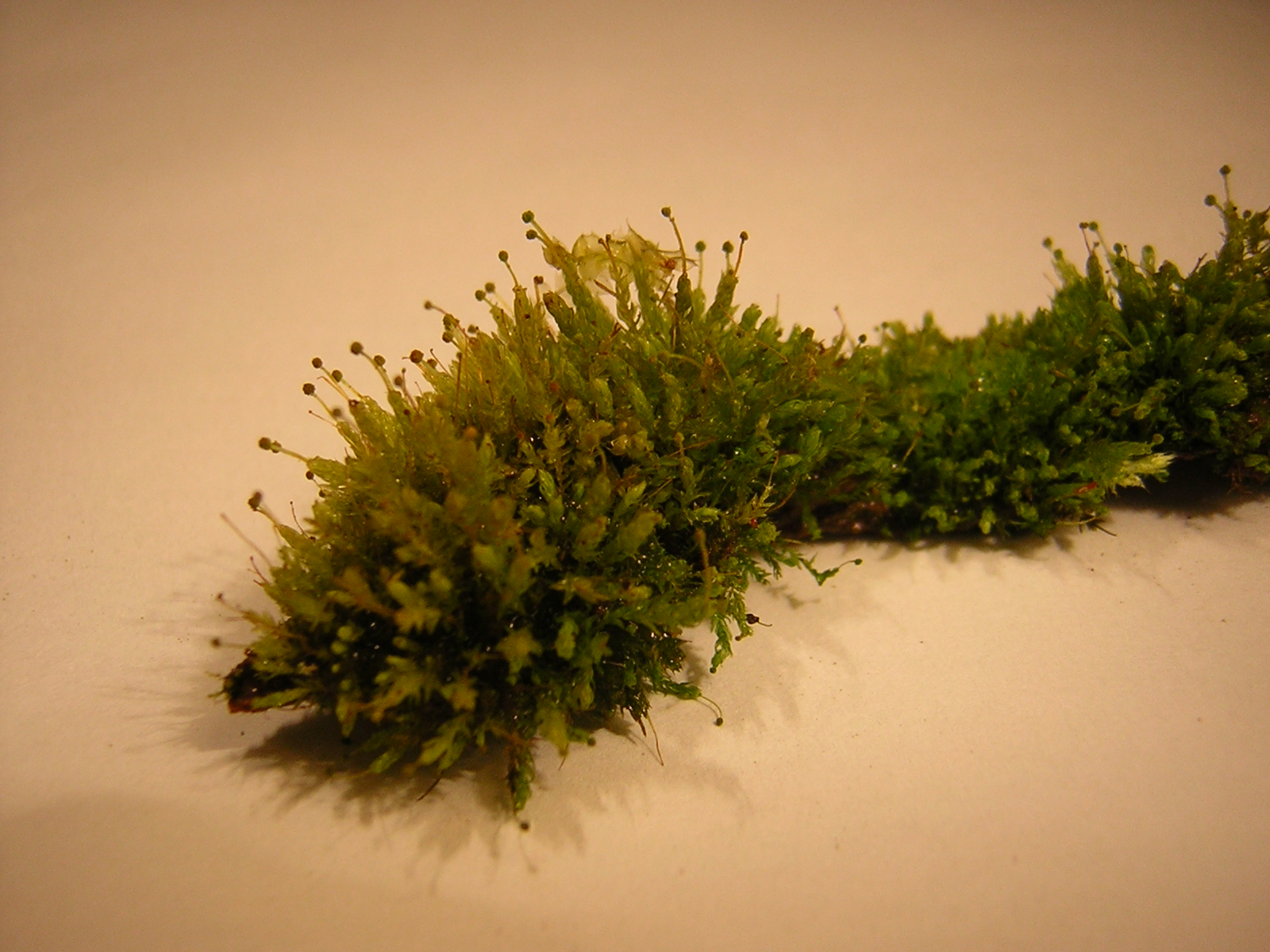
Klamonožka hlávkoplodá
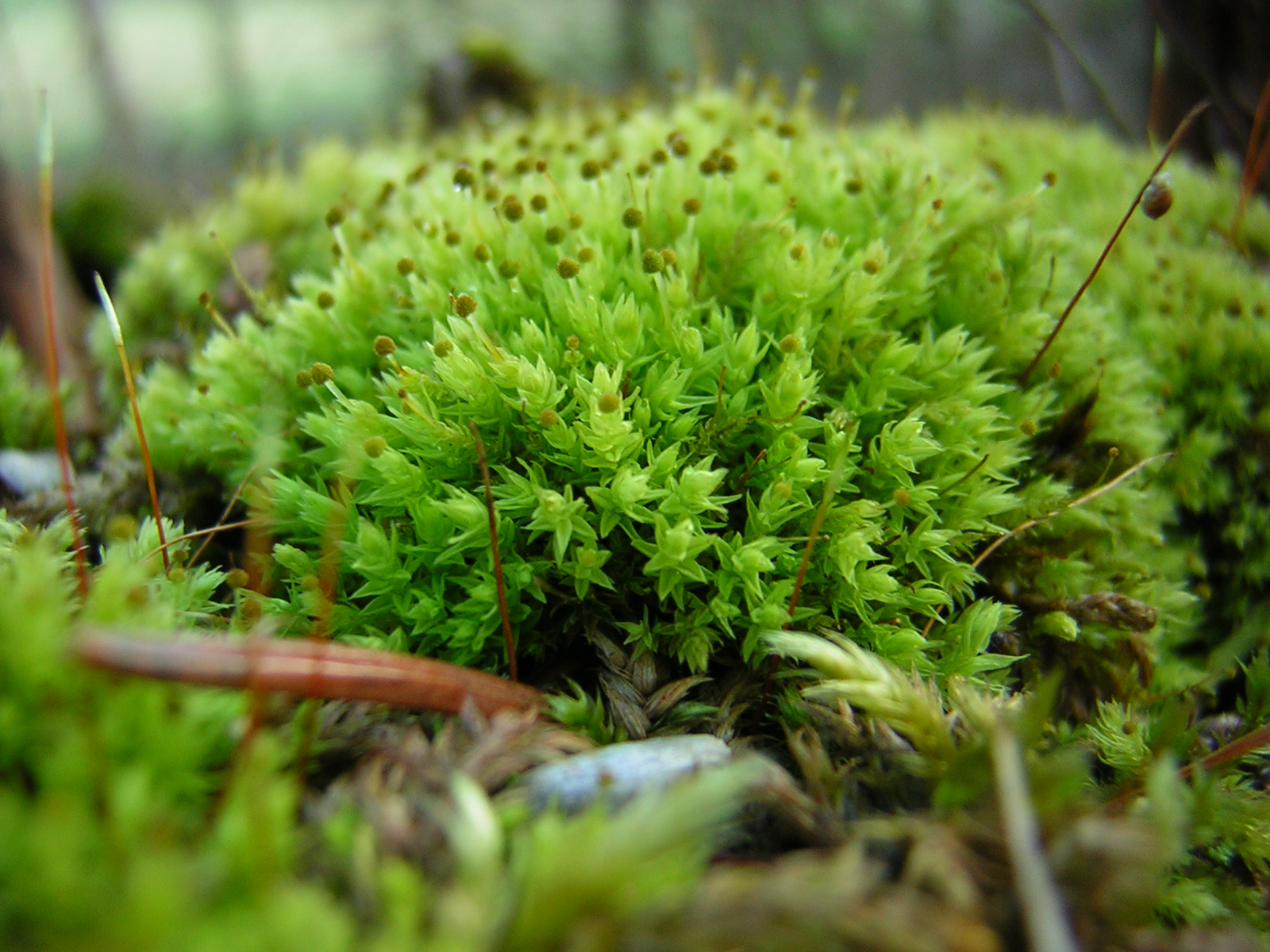
Klamonožka hlávkoplodá
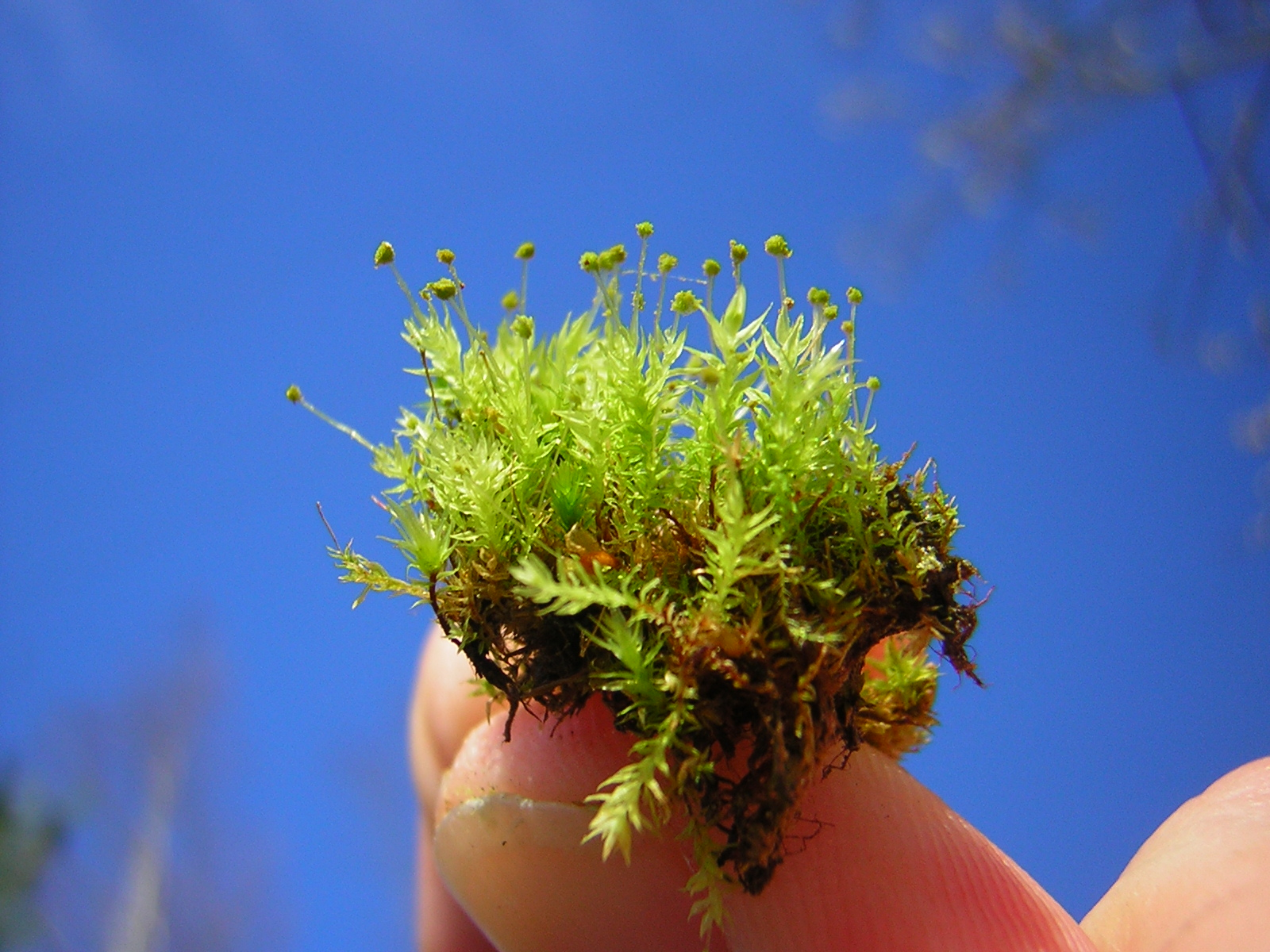
Klamonožka hlávkoplodá